# ジョニー・エブレン
ジョニー・エブレン（Johnny Eblen、1991年12月13日 - ）は、アメリカ合衆国の男性総合格闘家。アイオワ州デモイン出身。アメリカン・トップチーム所属。元Bellator世界ミドル級王者。

## 来歴
韓国人の母親とアメリカ人の父親との間に生まれる。レスリングを経験し、パークヒル高校時代にはミズーリ州王者に輝いた。ミズーリ大学に進学後、2015年にNCAA予選を通過したが、その後は度重なる怪我に苦しんだ。大学卒業後は舗装会社で働きながらレスリングコーチをしていたが、アメリカン・トップチームのコーチを務めるスティーブ・モッコとレスリングの練習を行ったのがきっかけでモッコからアメリカン・トップチームに招待されると、本格的に総合格闘技のトレーニングを始めた。アマチュア総合格闘技で3戦全勝を記録した後、2017年にプロ総合格闘技デビュー。

### Bellator
2019年3月22日、Bellator初参戦となったBellator 218でチャウンシー・フォックスワースと対戦し、3-0の判定勝ち。
2022年3月12日、Bellator 276でミドル級ランキング1位のジョン・ソルターと対戦し、3-0の判定勝ち。

#### Bellator世界王座獲得
2022年6月24日、Bellator 282のBellator世界ミドル級タイトルマッチで王者ゲガール・ムサシに挑戦し、全局面で圧倒して3-0の5R判定勝ち。王座獲得に成功し、自身の無敗記録を12に伸ばした。
2023年2月4日、Bellator 290のBellator世界ミドル級タイトルマッチでミドル級ランキング3位の挑戦者アナトリー・トコフと対戦し、3-0の5R判定勝ち。王座の初防衛に成功した。
2023年9月23日、Bellator 299のBellator世界ミドル級タイトルマッチでミドル級ランキング1位の挑戦者ファビアン・エドワーズと対戦し、右フックでダウンを奪いパウンドで3RKO勝ち。2度目の王座防衛に成功した。試合後にファビアンの兄のUFC世界ウェルター級王者レオン・エドワーズと口論を繰り広げた。
2024年2月24日、昨年Bellatorを買収したPFLとの共同開催となったPFL vs. BellatorでPFLライトヘビー級トーナメント2023王者インパ・カサンガナイと両団体王者の対抗戦を行い、2-1の判定勝ち。この試合のために特別に作成されたスーパーベルトの獲得に成功した。

## 戦績
| 総合格闘技 戦績 | 総合格闘技 戦績 | 総合格闘技 戦績 | 総合格闘技 戦績 | 総合格闘技 戦績 | 総合格闘技 戦績 | 総合格闘技 戦績 |
| --------------- | --------------- | --------------- | --------------- | --------------- | --------------- | --------------- |
| 17 試合         | (T)KO           | 一本            | 判定            | その他          | 引き分け        | 無効試合        |
| 16 勝           | 6               | 1               | 9               | 0               | 0               | 0               |
| 1 敗            | 0               | 1               | 0               | 0               | 0               | 0               |

| 勝敗 | 対戦相手                       | 試合結果                          | 大会名                                                                        | 開催年月日     |
| ×    | コステロ・ヴァン・スティーニス | 5R 4:52 リアネイキドチョーク      | PFL Africa 1: Cape Town 2025 【PFL世界ミドル級タイトルマッチ】                | 2025年7月19日  |
| ○    | ファビアン・エドワーズ         | 5分5R終了 判定3-0                 | PFL Super Fights: Battle of the Giants 【Bellator世界ミドル級タイトルマッチ】 | 2024年10月19日 |
| ○    | インパ・カサンガナイ           | 5分3R終了 判定2-1                 | PFL vs. Bellator: Champs                                                      | 2024年2月24日  |
| ○    | ファビアン・エドワーズ         | 3R 0:21 KO（右フック→パウンド）   | Bellator 299 【Bellator世界ミドル級タイトルマッチ】                           | 2023年9月23日  |
| ○    | アナトリー・トコフ             | 5分5R終了 判定3-0                 | Bellator 290 【Bellator世界ミドル級タイトルマッチ】                           | 2023年2月4日   |
| ○    | ゲガール・ムサシ               | 5分5R終了 判定3-0                 | Bellator 282 【Bellator世界ミドル級タイトルマッチ】                           | 2022年6月24日  |
| ○    | ジョン・ソルター               | 5分3R終了 判定3-0                 | Bellator 276                                                                  | 2022年3月12日  |
| ○    | コリン・ハックボディ           | 1R 1:11 TKO（スタンドパンチ連打） | Bellator 272                                                                  | 2021年12月3日  |
| ○    | トラヴィス・デイビス           | 5分3R終了 判定3-0                 | Bellator 262                                                                  | 2021年7月16日  |
| ○    | ダニエル・マドリード           | 1R 2:44 KO（左フック→パウンド）   | Bellator 258                                                                  | 2021年5月7日   |
| ○    | テイラー・ジョンソン           | 5分3R終了 判定3-0                 | Bellator 250                                                                  | 2020年10月29日 |
| ○    | マウリシオ・アロンソ           | 5分3R終了 判定3-0                 | Bellator 229                                                                  | 2019年10月4日  |
| ○    | チャウンシー・フォックスワース | 5分3R終了 判定3-0                 | Bellator 218                                                                  | 2019年3月22日  |
| ○    | タイラー・リー                 | 1R 2:14 TKO（パウンド）           | Shamrock FC 310                                                               | 2018年10月13日 |
| ○    | ウェイマン・カーター           | 1R 1:37 ギロチンチョーク          | Shamrock FC 308                                                               | 2018年8月18日  |
| ○    | レイモンド・グレイ             | 1R 2:21 TKO（パウンド）           | Shamrock FC 298                                                               | 2017年11月18日 |
| ○    | ウェイン・コリアー             | 1R 1:01 TKO（パウンド）           | Shamrock FC 291                                                               | 2017年7月7日   |

## 獲得タイトル

### プロ総合格闘技
- 第8代Bellator世界ミドル級王座（2022年）

### アマチュア総合格闘技
- AFC230ポンド王座（2016年）